# 차이나 캔트너

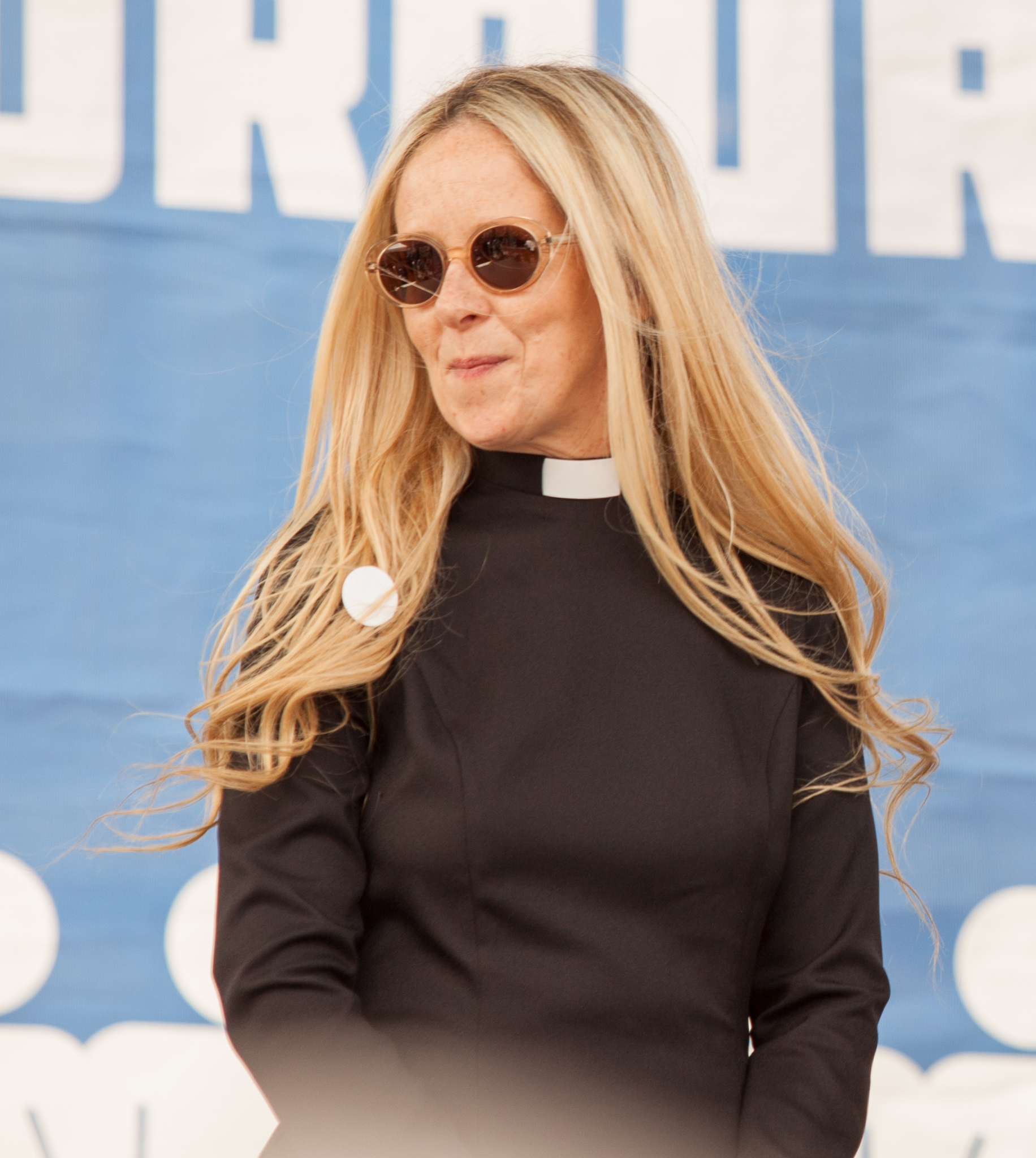

차이나 캔트너(China Kantner, 1971년 1월 25일 ~ )는 미국의 배우, 가수, 작곡가 겸 작사가이다.
샌프란시스코에서 태어났다.

## 영화
- SFW (1994년)
- 스피드 업 (1994, The Stoned Age) - 질 역
- 애정의 조건 2 (1996)
- 버닝 다운 더 하우스 (2001, Burning Down the House)